# Plavební komora Vnorovy II
Plavební komora Vnorovy II, nebo starší název Plavební komora levá - Vnorovy, je vodní dopravní stavba na Baťově kanálu. Nachází se na říčním kilometru 12,994, na katastrálním území obce Vnorovy, ve vzdálenosti 1,5 km západně od středu obce. Předchozí plavební stupeň je PK Vnorovy I, následující plavební stupeň je PK Strážnice I.

## Historie
Plavební komora byla zprovozněna v roce 1938 a je součástí Vodohospodářského uzlu Vnorovy, který umožňuje křížení Baťova kanálu a řeky Moravy. Tvoří jej Jez Vnorovy, Plavební komora Vnorovy I, Plavební komora Vnorovy II a bývalá lanovka pro přetahování lodí lanem mezi plavebními komorami přes řeku Moravu.
V letech 1999-2000 byla plavební komora modernizována na ovládání pohonů hydraulickým systémem spolu se signalizací plavební komory. Ovládání plavební komory bylo v roce 2006 rozšířeno o automatizaci na jednotný systém ovládání dálkovým ovladačem. V roce 2007 pak bylo ruční ovládání protipovodňových vrat rozšířeno o automatický systém.
Zajímavostí je otočný mostek přes plavební komoru s nosností 30 tun.

## Parametry plavební komory
| Celková délka plavební komory | 59,1 m         |
| Užitná délka plavební komory  | 38,5 m         |
| Šířka plavební komory         | 5,3 m          |
| Hloubka plavební komory       | 5,28 m         |
| Výška záporníku               | 1,08 m         |
| Rozdíl plavebních hladin      | 0,92 m         |
| Výška horní hladiny           | 167,94 m n. m. |
| Výška dolní hladiny           | 167,02 m n. m. |